# Кубок СССР по лыжным гонкам 1979
11-й Кубок СССР по лыжным гонкам проводился в Рыбинске РСФСР с 25 по 26 января 1979 года. Соревнования проводились по четырём дисциплинам — лыжные гонки на 15 и 50 км (мужчины), гонки на 5 и 10 км (женщины).

### Мужчины
|                                           | Золото                                              | Серебро                                 | Бронза                                     |
| ----------------------------------------- | --------------------------------------------------- | --------------------------------------- | ------------------------------------------ |
| Гонка на 15 км (25 января). 68 участников | Кузнецов Александр 48.19 «Динамо» Ленинград         | Лукьянов Владимир +0.14 «Динамо» Москва | Беляев Евгений +0.15 «Труд» Ленинград      |
| Гонка на 50 км (26 января). 53 участника  | Шнайдер Владимир 2:46.18 Вооружённые Силы Челябинск | Лукьянов Владимир +2.31 «Динамо» Москва | Вахрушев Юрий +2.47 Вооружённые Силы Киров |

### Женщины
|                                         | Золото                                       | Серебро                              | Бронза                                          |
| --------------------------------------- | -------------------------------------------- | ------------------------------------ | ----------------------------------------------- |
| Гонка на 5 км (25 января). 55 участниц  | Сметанина Раиса 18.50 Сельские ДСО Сыктывкар | Зыкова Любовь +0.01 «Труд» Челябинск | Рочева Нина +0.10 «Динамо» Сыктывкар            |
| Гонка на 10 км (26 января). 49 участниц | Суслова Ираида 34.53 «Труд» Тольятти         | Кулакова Галина +0.00 «Труд» Ижевск  | Лядова Любовь +0.03 Вооружённые Силы Свердловск |

## Командные результаты спортивных обществ
| Место | Спортивное общество | Сумма очков |
| ----- | ------------------- | ----------- |
| 1.    | Вооружённые Силы    | 533         |
| 2.    | «Труд»              | 523         |
| 3.    | «Динамо»            | 469         |